# Putovnica Vatikana
Putovnica Vatikana putna je isprava koja se državljanima Vatikana izdaje za putovanje i boravak u inozemstvu, kao i za povratak u zemlju. Za vrijeme boravka u inozemstvu, putna isprava služi za dokazivanje identiteta i kao dokaz o državljanstvu Vatikana. Putovnica Vatikana se izdaje za neograničen broj putovanja.

## Jezici
Putovnica je ispisana talijanskim i engleskim jezikom.

## Napomene
Prema zakonu o državljanstvu Vatikan klasificira građane u tri skupine:
1) Kardinali s prebivalištem u Vatikanu ili u Rimu 
2) Diplomati Svete Stolice
3) osobe s prebivalištem u Vatikanu zbog svog položaja ili usluge.
Samo za treću grupu kategorije dodjela državljanstva važi na zahtjev.
Službene putovnice Svete stolice može se izdati ljudima u službi Svete stolice, čak i ako nisu državljani Vatikana.

### Stranica s identifikacijskim podacima
- slika vlasnika putovnice
- tip ("P" za putovnicu)
- kod države
- serijski broj putovnice
- prezime i ime vlasnika putovnice
- državljanstvo
- nadnevak rođenja (DD. MM. GGGG)
- spol (M za muškarce ili F za žene)
- mjesto rođenja
- nadnevak izdavanja (DD. MM. GGGG)
- potpis vlasnika putovnice
- nadnevak isteka (DD. MM. GGGG)
- izdana od